# France 3 Paris Île-de-France

Siège de France Télévisions et de France 3 Paris Île-de-France

France 3 Paris Île-de-France est l'une des treize directions régionales du réseau France 3, émettant sur la région Île-de-France, et basée à Paris.

## Histoire de la chaîne
En région Île-de-France la préfiguration de ce qui allait devenir une des chaînes régionales de télévision publique est née le 30 janvier 1964. Des bureaux de tournage furent créés, dont un bureau sis dans la Maison de la Culture à Bourges. En région Centre, le premier studio fut installé au pied de l'émetteur de Neuvy-Deux-Clochers, dans le Cher, ainsi que des laboratoires de développement film. À l'époque, le journal régional était diffusé en début de soirée, sur l'unique chaîne de télévision de la RTF sous le nom de Journal de Paris, en noir et blanc, les actualités étant tournées sur de la pellicule argentique.
En 1974, l'ORTF déménagea des locaux de Neuvy-Deux-Clochers vers la toute nouvelle capitale régionale, Orléans, où furent bâtis studios et laboratoires, du personnel suivit, et en 1975, l'éclatement de l'ORTF changea l'organisation et la place de la télévision régionale. L'ORTF fut divisée en 5 entités distinctes. Les structures régionales furent rattachées à la toute nouvelle chaîne France Régions 3 (FR3). Le premier nom de l'unité regroupant Paris et la région Centre et Normandie était FR3 Paris-Île-de-France Normandie Centre. Dans les années qui suivent, ces deux entités, Paris-Île-de-France d'une part, Centre d'autre part, informent à l'heure du repas avec le 19/20, avec des éditions distinctes, les spectateurs parisiens et ceux de la région Centre. Avec également des documentaires et des magazines, la chaîne propose à ses téléspectateurs un nouveau point de vue sur la région.
Avec la création de France Télévision le 7 septembre 1992, les sociétés nationales de programmes de télévision changent de nom : FR3 devient France 3 et sa station régionale FR3 Île-de-France Centre est renommée France 3 Île-de-France Centre.
La réunion de deux régions ayant peu de points en commun a toujours posé des soucis : d'une part, une région identifiée à la capitale de la France, géographiquement limitée, avec une population dense et très diverse, d'autre part, une région grande comme la Belgique, avec un habitat assez dispersé, a conduit (avec difficulté) à faire reconnaître la nécessité de développer des émissions régionales distinctes, tant au niveau des programmes que des journaux télévisés.
En 2009, la réforme du réseau France 3 divise les antennes régionales en 4 pôles. La région Ile-de-France a été intégrée dans le Pôle Nord-Ouest, qui regroupe les anciennes directions régionales Normandie (Haute et Basse-Normandie), Ouest (Bretagne-Pays-de-Loire), Centre et Paris-Île-de-France. Chaque région est dirigée par un « délégué régional à l'antenne », qui supervise les émissions spécifiques de chaque région sous la direction du directeur du pôle Nord-Ouest basé à Rennes.
À compter du 1er janvier 2017, le réseau de France 3 s'est organisé en 12 directions régionales et 1 direction territoriale corse selon les contours des 13 nouvelles régions de France dessinées par la réforme territoriale de l'État.  Ces 13 régions constituent les offres TV et numérique de proximité, en vue de développer l'offre régionale de France 3. Cette nouvelle organisation accorde plus d'autonomie aux régions et permet à France 3 Paris Île-de-France de développer de nouveaux programmes dès septembre 2017.
La chaîne régionale change d'antenne à partir du dimanche 27 octobre 2019. À la suite d'une décision du groupe FranceTélévisions, la station a quitté la ville de Vanves pour rejoindre le siège du groupe France Télévisions, esplanade Henri-de-France, dans le 15ème arrondissement de Paris. Ce déménagement marque le passage en Haute Définition (native) de la chaîne. Les JT sont présentés dans le même studio que les éditions nationales (plateau D). Les JT régionaux se font toutefois sur un plateau séparé du national, dans un décor identique à celui des autres régions. France 3 Paris Île-de-France réalise ses émissions et JT dans la même régie que l'équipe de France 3 National, à savoir en régie 4.
Avec la politique de régionalisation de France 3 entamée à partir de 2019, l'ensemble des antennes de France 3 co-diffusent avec les antennes de France Bleu les matinales régionaux. La matinale francilienne démarre sa diffusion le 3 mars 2020.

## Identité visuelle
Le 29 janvier 2018, France 3 dévoile le nouveau logo pour la région et locale Paris Île-de-France, qui a été mise à l'antenne depuis le 29 janvier 2018.

### Identité visuelle (logotype)

Logo de FR3 Paris Île-de-France Centre du 6 mai 1986 au 7 septembre 1992.
Logo de France 3 Paris Île-de-France Centre du 7 septembre 1992 au 7 janvier 2002.
Logo de France 3 Paris Île-de-France Centre du 7 janvier 2002 à 2008.
Logo de France 3 Paris Île-de-France Centre de 2008 au 3 janvier 2010.
Logo de France 3 Paris Île-de-France du 4 janvier 2010 au 28 janvier 2018.
Logo de France 3 Paris Île-de-France depuis le 29 janvier 2018.

## Slogans
- 1992-2001 : « France 3, la télé qui prend son temps »
- 2001-2010 : « France 3, de près, on se comprend mieux »[4]
- 2010-2011 : « France 3, avec vous, à chaque instant »
- 2011-2012 : « Entre nous, on se dit tout »
- 2012-2013 : « Vous êtes au bon endroit »
- 2013 : « Depuis 40 ans, vous êtes au bon endroit »
- Novembre 2013 : « Nos régions nous inspirent, nos régions vous inspirent »
- Septembre 2018 : « Sur France 3, vous êtes au bon endroit »

## Programmes
Cette section est promotionnelle ou publicitaire (juillet 2023). Considérez son contenu avec précaution et/ou discutez-en.
Les plages horaires de France 3 Paris Île-de-France sont :
- Du lundi au vendredi de 7h00 à 10h50
- Du lundi au vendredi de 11h55 à 12h25
- Tous les jours de 18h55 à 19h30
- Le lundi en seconde partie de soirée
- Le samedi de 11h25 à 12h25
- Le dimanche de 11h25 à 12h10
- Le dimanche de 12h55 à 13h20
- Une fois par mois en deuxième partie de soirée

### Actuellement

#### Informations
- Tous les jours
  - France Bleu Paris Matin : Diffusion de la matinale de France Bleu Paris, de 7 h à 8 h 40
  - Édition de proximité : Avant le JT 12/13 Paris Île-de-France : Un nouveau rendez-vous d'information de proximité, juste avant votre JT du 12/13,  qui prend le temps de revenir sur un fait d’actualité. Nous retrouverons un ou des acteurs de cette actualité pour   faire le point sur ce qui a changé, ou pas, et voir si les choses ont évolué depuis notre dernier reportage ou interview. Cette page à l’intérieur du 12/13 est incarnée par Yannick Le Gall. Diffusée à 11h53 en semaine.
  - 12/13 Paris Île-de-France à 12h Un premier rendez-vous d’information à la mi-journée. Une édition dans laquelle nous réagissons sur l’actu du matin et dans laquelle, nous faisons réagir des invités.
  - Édition de proximité : Avant le JT 19/20 Paris Île-de-France : Un nouveau rendez-vous d'information de proximité, juste avant votre JT du 19/20,  qui prend le temps de l’actualité politique et l’air du temps à travers une interview longue réalisée par William Van Qui du lundi au jeudi. Le vendredi, c'est la chronique de Jean-Laurent Serra, "Un soir à Paris" qui prend le relais. Diffusée vers 19h53 en semaine.
  - 19/20 Paris Île-de-France à 19h Rythmé en trois temps, le 19/20 se décline d’abord en revenant sur l’actualité du jour pour l’analyser et la décrypter. Puis, sous la forme d’une série, la rédaction aborde des sujets «découvertes», surprises qui offrent aux téléspectateurs un autre regard sur leur territoire. Enfin, chaque soir, un journaliste sera en duplex depuis un évènement de la région.
  - 12/13 et 19/20 Les éditions du week-end : Informer, découvrir, s’aérer, les éditions du week-end portent un regard tourné vers la vie quotidienne, la culture, le sport avec un invité : écrivain, artiste, chanteur, comédien...

#### Magazines
- Parigo (anciennement Transportez-moi jusqu'au 15 avril 2017) : Tous les samedis à 12h35, présenté par Bertrand Lambert. Magazine consacré aux transports en Île-de-France. Il informe, décrypte et pose des questions pour faciliter le quotidien de chacun, quel que soit son mode de transport. Bertrand Lambert se fait porte-parole des usagers, aussi bien auprès des politiques que de la RATP ou de la SNCF. Il se fait également pédagogue avec des séquences inédites, en coulisses, pour que chacun puisse comprendre les contraintes et la réalité des uns et des autres, côté passager mais aussi côté opérateur.
- Boulevard de la Seine : Tous les samedis à 11h30, présenté par Jean-Noël Mirande. Boulevard de la Seine, c'est l'émission qui nous embarque sur la Seine, à bord d'un Bateau-Mouche. Jean-Noël Mirande reçoit une fois par semaine un invité en compagnie de Yvan Hallouin, pour ses lieux insolites et d'humoristes comme Léa Lando. Jean-Noël Mirande nous soufflera quelques idées qui font du bien au corps et à l'esprit...
- Enquêtes de région : Un mercredi par mois en seconde partie de soirée, présenté par Julie Jacquard. Enquêtes de région, c’est le magazine de la rédaction de France 3 Paris Île-de-France. Tous les mois, nous revenons sur des sujets d’actualité qui font réagir, des découvertes à partager, des univers insoupçonnables à découvrir… Trois sujets dans l’air du temps et des invités pour aller plus loin, nous donner des clés de compréhension et des pistes de réflexion. Enquêtes de région, c’est notre regard sur Paris et l’Île-de-France.
- Réseau d’enquêtes : Un mardi par mois en seconde partie de soirée, présenté par Charles-Henry Boudet. Le magazine d’investigation produit par les rédactions de France 3 explore un sujet de société à travers des reportages en hyper-proximité et des invités, témoins ou acteurs de tous les territoires.
- Dimanche en Politique : Tous les dimanches à 11h30, présenté par Florent Carrière. Ce magazine de débat aborde les thèmes de la vie citoyenne et politique, régionale et nationale. Florent donne la parole aux élus, citoyens, habitants... engagés en région parisienne.
- Paname : Tous les dimanches à 12h55, présenté par Yvan Hallouin avec la participation de Frédérick Gersal. Suivez Yvan Hallouin, à la découverte de l’histoire d’une rue parisienne et de ses alentours. Il vous fait découvrir le présent, le passé, la culture de la capitale, les bons plans, les mystères et vous fait vivre des rencontres riches. Frédérick Gersal le rejoint à chaque promenade pour nous conter des anecdotes historiques. À travers ces rencontres, nous découvrons l’âme de Paris.
- Toki Woki : Un mercredi par mois à 23h40. TOKI WOKI, le talk culturel qui parle en marchant, est le nouveau guide culturel mensuel de France 3 Paris Île-de-France. A vélo, en scooter, à pied ou en métro, on part à la découverte du Grand Paris, à travers ses quartiers, ses lieux secrets, ses expos, ses artistes et ses héros anonymes. A travers différents modules, TOKI WOKI s’intéresse à toute la culture, de l’opéra à la gastronomie, du street-art au théâtre, du stand up à la littérature… à Paris et en Île-de-France.
- Music-Box. : Programmation exceptionnelle. France 3 Paris Île-de-France investira le célèbre et mythique Studio Ferber pour une série de captation en live et en public d’artistes confirmés ou émergents mais toujours formidablement talentueux. Parmi eux, Les Innocents, les génies de la mélodie pop made in France, mais aussi la diva espagnole Luz Casal, Nach (la petite dernière de la famille Chedid) ou encore Thomas de Pourquery, doublement récompensé aux Victoires de la musique Jazz, qui arrive enfin avec un album solo dont nous aurons la primeur.

#### Documentaires
- La France en vrai (anciennement, Qui sommes-nous ?, jusqu'en septembre 2019) : Chaque lundi à 23h05. Diffusion de deux documentaires de 52 minutes. Le premier en diffusion régionale, le second en diffusion nationale. Portraits de grands personnages qui ont marqué l'histoire régionale, radioscopie du quotidien, mise en perspective de problématiques contemporaines économiques ou sociétales... La France en vrai, c'est le rendez-vous documentaire de France 3 Paris Île-de-France, pour raconter et expliquer le monde dans lequel nous vivons. Au programme également, des temps forts sur les sujets de l’Environnement en octobre, de la Mobilisation citoyenne et l’Engagement des maires en novembre, notamment.

### Anciennement
- 9h50 le matin  (2017-2018) : matinale animée par Charlotte le Grix de la Salle et en septembre 2018 Valérie Amarou prend les commandes de l’émission, en direct, accompagnée de Julie Jacquard, Nicolas Deuil en plateau et Raphäl Yem en duplex.
- A vos quartiers (2001-2004) : émission animée par Karine Le Marchand.
- Cactus & Co - Musique Graffiti (1997) : magazine présentée par Paul Wermus.
- C'est mieux le matin (2006-?) : matinale animée par Éric Jean-Jean.
- De qui se moque-t-on ? (?) : présentée par Évelyne Thomas.
- Face à Face  (2017-2018) : présenté par Jean-Noël Mirande. Jean-Noël Mirande reçoit chaque semaine du lundi au vendredi un invité pour parler de ce qui fait l'actualité people ou politique.
- Les Dossiers de France 3 (?) : magazine présentée par Philippe Vecchi.
- Droit de suite (?) : présentée par Évelyne Thomas.
- Emploi du temps (?) : magazine consacré à l'emploi présentée par Évelyne Thomas.
- L’Artichaut  (2018-2019), magazine culturel présenté par Charlotte Lupinska.
- Midi pile (1995) : émission du midi animée par Karine Le Marchand.
- On en parle à Paris (2007) : magazine présentée par Paul Wermus.
- Paris Wermus, Paris Cactus (2011-?) : magazine présentée par Paul Wermus.
- Paris, le club (2013-2014) : émission consacrée au Paris Saint-Germain animée par Jean-Philippe Lustyk et Malika Ménard.
- Sans concessions puis Vérité oblige (1997-?) : émission de défense des consommateurs présentée par Éric Brunet.
- Télé ouverte (1996-2000) : Émission média produite par les chaînes Téléssonne, TVFil 78 et VOTV.
- Tout le monde déguste (2006) : magazine dominical présentée par Paul Wermus.
- La voix est libre (?-2016) : magazine de découverte présentée par Sébastien Thomas.
- La Vie d'ici (2003-?)
- Wermus prend la bastille (2012) : magazine présentée par Paul Wermus.

## Organisation

### Dirigeants
Direction de France 3 Paris Île-de-France :
- Yolaine Poletti-Duflo, Directrice régionale
- Marc Degli Esposti, Délégué à l'antenne et aux programmes
- Bruno Massonnet, Rédacteur en chef

## Les présentateurs et animateurs

### Actuellement

#### Journaux
- Carla Carrasqueira (12/13 en semaine)
- Marlène Blin (19/20 en semaine)
- Jean-Noël Mirande (12/13 et 19/20 le week-end)
- Céline Cabral (joker 12/13 et 19/20 le week-end)
- Florent Carrière (joker 19/20 en semaine)
- Emmanuel Tixier (chronique « Avant le JT » 12/13, le mardi)
- Jean-Laurent Serra (rubrique « Un soir à Paris », « Avant le JT » 19/20, le vendredi)

#### Magazines
- Florent Carrière (Dimanche en Politique)
- Julie Jacquard (Enquêtes de région)
- Yvan Hallouin (Paname)
- Bertrand Lambert (Parigo)

### Anciennement
- Valérie Amarou (2018-2019)
- Éric Brunet (1997-2011)
- Éric Jean-Jean (2006-2009)
- Marie Mamgioglou (2007-2013)
- Charlotte Le Grix de La Salle (2017-2018)
- Karine Le Marchand (1995, 2001-2004)
- Jean-Philippe Lustyk (2013-2014)
- Malika Ménard (2013-2014)
- Marianne Theóleyre (avant 2010-2017)
- Peggy Olmi (2003-?)
- Évelyne Thomas (1992-1996)
- Philippe Vecchi (2003-?)
- Paul Wermus (1993-2017)
- Wendy Bouchard (2017-2018)
- Séverine Larrouy